# Нарынка
Нарынка (ранее Клин-10)— посёлок в Клинском районе Московской области, в составе Нудольского сельского поселения. Население — 1966 чел. (2010). В 1997—2006 годах посёлок был центром Нарынковского сельского округа. Ранее военный городок Клин-10 отдельного центра противоракетной обороны Московского округа ПВО, нынешнее название присвоено в 1990-х годах. В посёлке 2 новопостроенныё церкви: Георгия Победоносца и Иоанна Предтечи.
Посёлок расположен на юго-западе района, примерно в 27 км к юго-западу от райцентра Клин, по левому берегу реки Нудоль, высота центра над уровнем моря 219 м. Ближайшие населённые пункты — Нудоль с Шарино на юге и Семенково на юго-востоке.

## Образование
В посёлке располагается одна средняя общеобразовательная школа:
МОУ Средняя общеобразовательная школа имени 50-летия ВЛКСМ

## Население
| 2002 | 2006  | 2010  |
| ---- | ----- | ----- |
| 1876 | ↗1880 | ↗1966 |